# RECCO

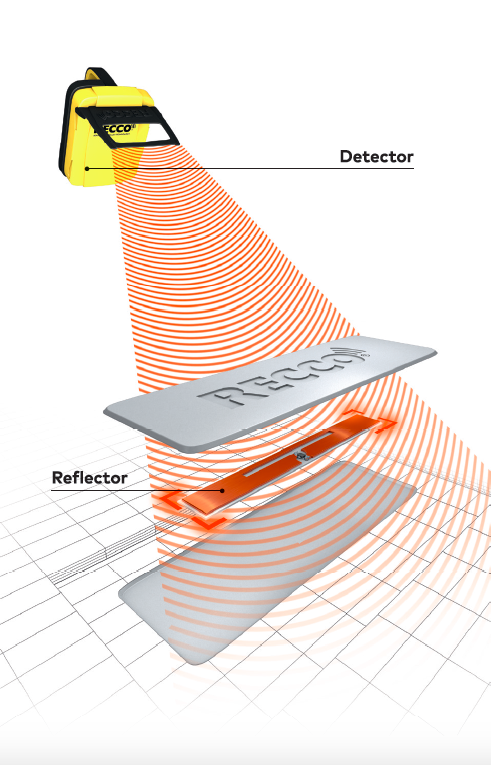
Esquema. Funcionament del sistema RECCO reflector/detector

RECCO és una tecnologia de localització i rescat que facilita que els equips de salvament localitzin persones enterrades per una allau o perdudes a la muntanya o altres llocs de difícil accés.
La tecnologia de rescat RECCO consta de dues parts: un reflector, portat per la persona, i un detector portàtil utilitzat pels equips professionals de salvament, que es pot utilitzar en terra o des d’un helicòpter.

## Funcionament

### Reflector
El reflector és un transponedor passiu, integrat en la roba o els objectes personals, que no requereix de bateries ni activació. Conté un díode i una antena. Les dimensions són 13 mm × 51 mm × 1,5 mm i pesa 4 g. Es suggereix portar dos reflectors en ubicacions diferents. Més de 150 marques integren reflectors RECCO als equipaments, incloses les botes d’esquí i de muntanya, cascos, jaquetes, pantalons i motxilles.

### Detector portàtil
El detector envia un senyal altament direccional. Si el detector apunta en la direcció d’un reflector, el senyal rebota i és retornat en un to d’àudio. A partir del to d’àudio, un professional format pot determinar la ubicació d’una víctima enterrada. En disposar del díode, el senyal retornat es duplica en la freqüència: radar harmònic.
El detector R9, llançat el 2009, pesa 900 grams. El seu senyal penetra en la neu i el gel, amb un abast estimat de fins a 20 metres a través de la neu. El senyal pot minvar en cas de neu humida. El senyal del detector també es reflecteix dèbilment quan detecta altres dispositius electrònics, com ara càmeres i telèfons mòbils, així com objectes metàl·lics. Aquest efecte ha permès el rescat de diverses persones enterrades que no portaven cap reflector, però també pot conduir a falsos senyals.